# Klassifizierung der Narzissen
Die Klassifizierung der Narzissen in 12 unterschiedliche Klassen, gelegentlich auch als Divisionen bezeichnet, geschieht aus rein gärtnerischer Sicht. Ausschlaggebend für diese Einteilung der Narzissen ist meist die Form und Länge der Nebenkrone, die Anzahl der Blüten je Stängel, aber auch die Blühzeit. Diese Form der Klassifizierung ist ein Hilfsmittel, um Bepflanzungen zu planen. Die meisten im Handel erhältlichen Narzissen stammen aus der Klasse 1, den Trompetennarzissen; der Klasse 2, den großkronigen Narzissen und der Klasse 8, den Tazetten, die allerdings in der Gartenkultur bereits anspruchsvoller sind.
Die Wildarten stellen innerhalb dieser Klassifizierung eine Ausnahme dar, da sie und die in der Natur vorkommenden Arthybriden grundsätzlich in die Klasse 10 gestellt werden. Wildnarzissen werden gleichfalls in unterschiedliche Sektionen eingeteilt. Dies ist in der Systematik der Narzissen erläutert.

## Die einzelnen Klassen

### Klasse 1: Trompetennarzissen

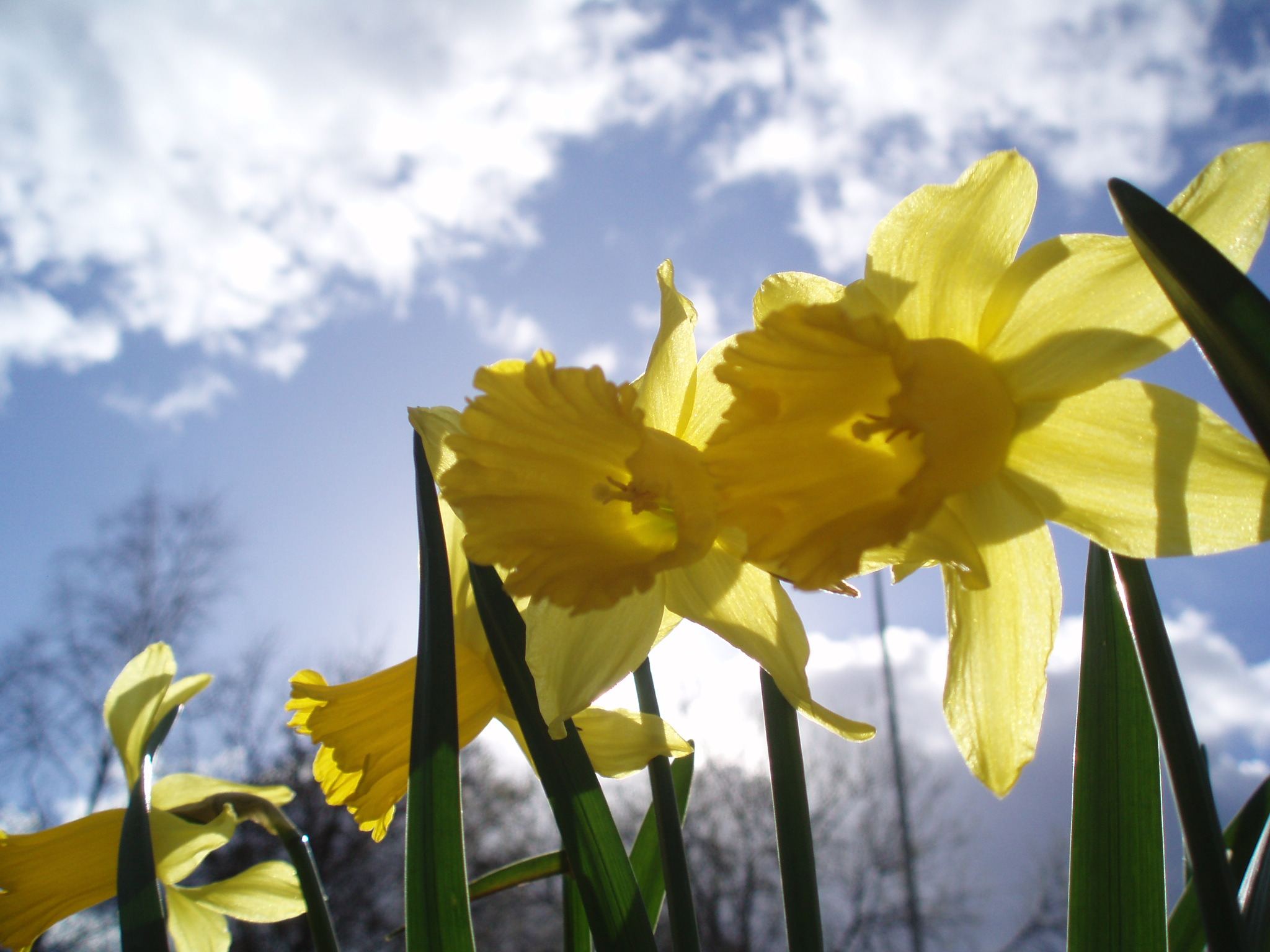
Trompetennarzissen

Trompetennarzissen haben meist Einzelblüten. Die Nebenkrone ist mindestens so lang wie die Blütenblätter der Hauptkrone. Narzissen der Klasse 1 haben eine frühe bis mittlere Blühzeit.
Trompetennarzisse benötigen einen normalen Gartenboden und einen vollsonnigen bis halbschattigen Standort. Ansonsten stellen sie keine weiteren Anforderungen. Ein Winterschutz ist nicht erforderlich.
Zu den von der Royal Horticultural Society (RHS) als robust und widerstandsfähige bezeichneten Sorten dieser Klasse zählen die weiß bis cremeweiß blühenden Sorten 'Empress of Ireland' und 'Mount Hood' sowie die goldgelb blühende Sorte 'Kingscourt', deren Blüten bis zu 11 Zentimeter breit werden.

### Klasse 2: Großkronige Narzissen
Auch die in dieser Klasse eingeordneten Narzissen haben meist Einzelblüten. Bei ihnen beträgt die Länge der Nebenkrone mindestens ein Drittel der Perigonblätter, die Nebenkrone ist jedoch nicht länger als die Perigonblätter. Narzissen der Klasse 2 haben eine frühe bis mittlere Blüte.
Großkronige Narzissen haben dieselben Standortanforderungen wie die Narzissen der Klasse 1. Ein Winterschutz ist gleichfalls nicht erforderlich.
Zu den bekanntesten Sorten dieser Klasse zählt die Sorte 'Ice Follies', die rahmweiße Perigonblätter hat und deren Nebenkrone von einem anfänglichen Zitronengelb zu Weiß verblasst. Ice Follies zählt zu den Sorten, die in Holland sehr häufig angebaut werden und die sowohl als Schnittblume als auch als Narzissenzwiebel regelmäßig im Handel sind. Zu den von der RHS empfohlenen Sorten zählt außerdem 'Passionale' und 'Kilworth'. Beide haben eine weiße Hauptkrone, gegen die sich die Nebenkrone durch eine gelbrosa- bis leuchtend orangeroten Farbe deutlich absetzt. Eine gelbe Hauptkrone mit einer anfangs zitronengelben und später verblassenden Nebenkrone hat die Sorte 'Daydream'.

### Klasse 3: Kleinkronige Narzissen

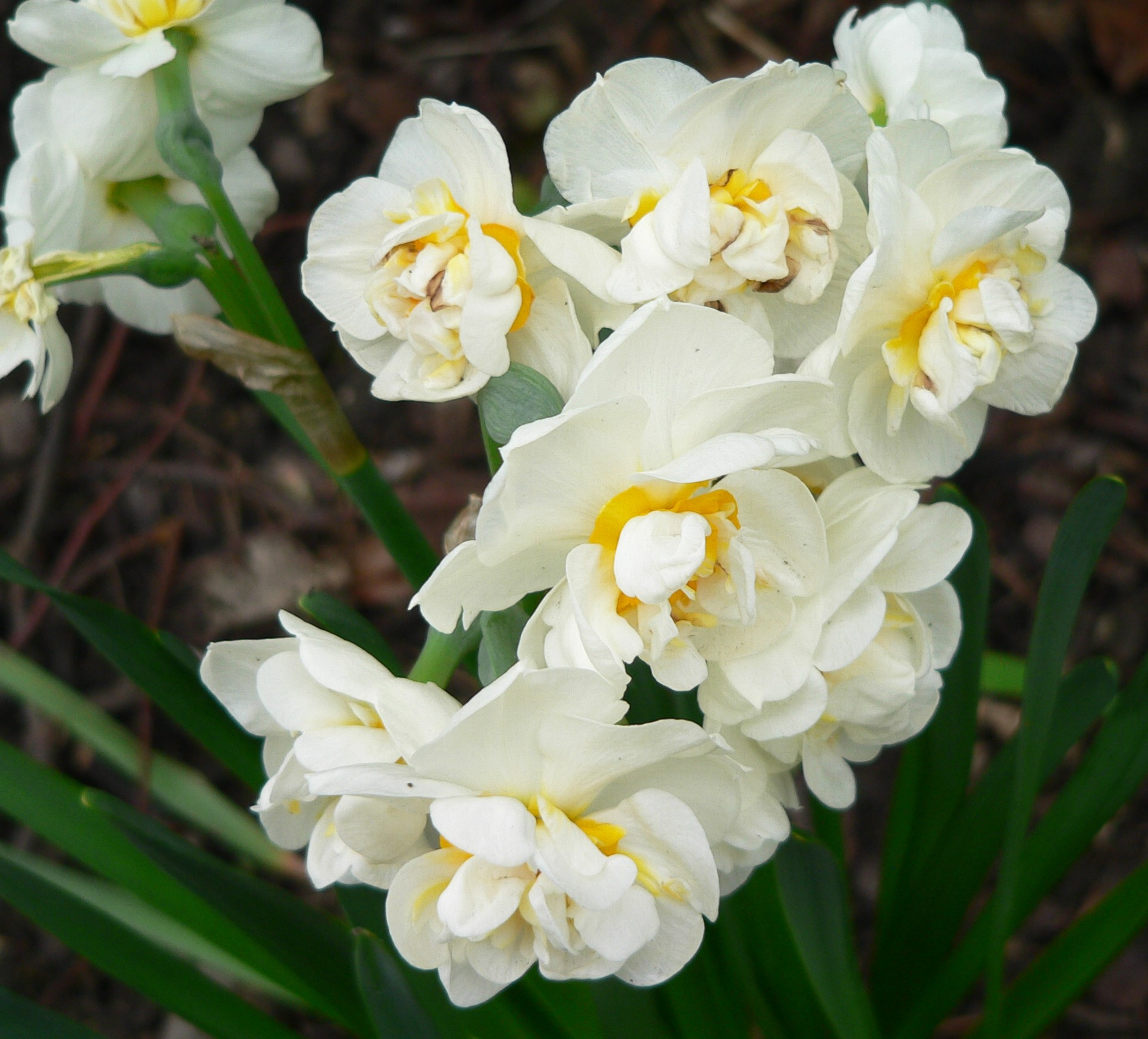
Narcissus cultivar 'Bridal Crown', eine Narzisse der Klasse 4

Für diese Narzissen sind Einzelblüten in den meisten Fällen gleichfalls typisch. Die Länge der Nebenkrone entspricht höchstens einem Drittel der Länge der Hauptkronblätter. Narzissen der Klasse 3 haben eine mittlere bis späte Blüte.
Die Standortanforderungen entsprechen den der Klasse 1 zugeordneten Narzissen. Auch bei dieser Narzissenklasse ist ein Winterschutz unnötig.

### Klasse 4: Gefülltblühende Narzissen
Die verschiedenen Narzissenformen, die dieser Klasse zugeordnet werden, haben entweder gefüllte Nebenkronen oder diese fehlen und werden durch zusätzliche Perigonblätter ersetzt. Ein einzelner Stängel kann dabei eine oder mehrere Blüten tragen. Narzissen der Klasse 4 haben eine mittlere bis späte Blütezeit.
Während die Standortanforderungen den Narzissen der Klasse 1 entsprechen, ist es in Abhängigkeit von der Sorte mitunter nötig, einen leichten Winterschutz anzubringen. Einige Sorten sind außerdem nicht standfest und müssen hochgebunden werden. Wegen dieser Standschwäche findet man diese Narzissen nicht sehr häufig im Garten.
Von der RHS empfohlen wird vor allem die Sorte 'Yellow Cheerfullness'. Sie hat goldgelbe Blüten, die dicht gefüllt sind und einen angenehmen Duft ausstrahlen. Die einzelne Blüte ist nur zwei Zentimeter breit, allerdings erscheinen die Blüten stehen jeweils drei bis vier Blüten an einem Stängel.

### Klasse 5: Engelstränen-Narzissen

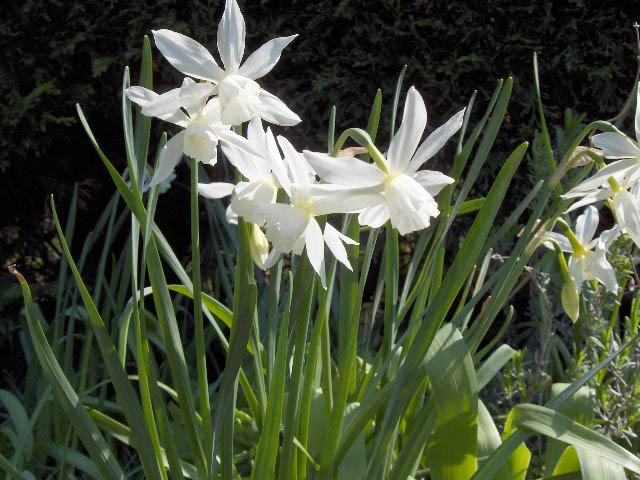
Narzisse der Klasse 5, wahrscheinlich N. 'Thalia'

Narzissen dieser Klasse stammen allesamt von der Engelstränen-Narzisse (N. triandrus) ab und werden daher auch als Triandrus-Hybriden bezeichnet. Die Pflanzen haben eine oder mehrere nickende Blüten je Stängel. Die Nebenkrone ist oft zylindrisch und schmaler. Die Hauptkrone ist zurückgeschlagen. Die Laubblätter sind sehr stark. Engelstränen-Narzissen blühen sehr spät und strömen einen starken Duft aus.
Die Narzissen dieser Klasse bevorzugen sommertrockene Standorte. Sie sind deshalb insbesondere für Steingärten gut geeignet. Sie sind frostempfindlicher als die der ersten drei Klassen und sollten daher an einem geschützten Standort stehen oder mit einem leichten Winterschutz versehen werden.

### Klasse 6: Alpenveilchen-Narzissen
Narzissen dieser Klasse stammen allesamt von der Alpenveilchen-Narzisse (N. cyclamineus) ab. Sie werden daher auch als Cyclamineus-Hybriden bezeichnet. Die Stängel tragen eine oder zwei Blüten. Die Nebenkrone ist oft zylindrisch und länger als bei den Narzissen der Klasse 5. Die Hauptkronblätter sind zurückgeschlagen, schmal und zugespitzt. Die Narzissen der Klasse 6 haben eine sehr frühe bis mittlere Blütenzeit.
Die Alpenveilchen-Narzissen benötigen humosen, leicht sauren Boden, der auch im Sommer etwas feucht gehalten wird. Ein Winterschutz ist dagegen nicht notwendig.

### Klasse 7: Jonquillen
Die Narzissen dieser Klasse stammen entweder von der Jonquille (N. jonquilla) oder den anderen Arten ihrer Sektion ab. Kennzeichnend für sie sind die duftenden Blüten. Jeder Stiel trägt zwischen zwei und sechs Blüten. Die Nebenkrone ist kurz und mitunter am Ende verbreitert. Die Hauptkronblätter sind häufig flach, ziemlich breit und rundlich. Sie haben eine mittlere bis späte Blüte.
Die Jonquillen bevorzugen sommertrockene und etwas humose Böden. Ein Winterschutz ist auch bei dieser Klasse nicht nötig.

### Klasse 8: Tazetten
Narzissen dieser Klasse sind entweder eine Hybride der Strauß-Narzisse (N. tazetta) oder stammen aus einer Kreuzung zwischen dieser Art und der Dichter-Narzisse (N. poeticus). Letztere bezeichnet man auch als Poetaz-Hybriden, die eine sehr späte Blütezeit haben. Typisch für diese Klasse sind die büschelförmigen Blütenstände mit einer Blütenanzahl zwischen zwei und sechzehn stark duftenden Blüten. Die Nebenkrone ist klein und oft zylindrisch. Sie ist umkränzt von breiten und meist zugespitzten Hauptkronblätter. Einige der in dieser Klasse geführten Narzissensorten sind Winterblüher, sie werden oft nur zum Treiben verwendet, da reine Tazetten oft nicht winterhart sind. Im Garten können daher nur Poetaz-Hybriden angebaut werden.

### Klasse 9: Dichternarzissen

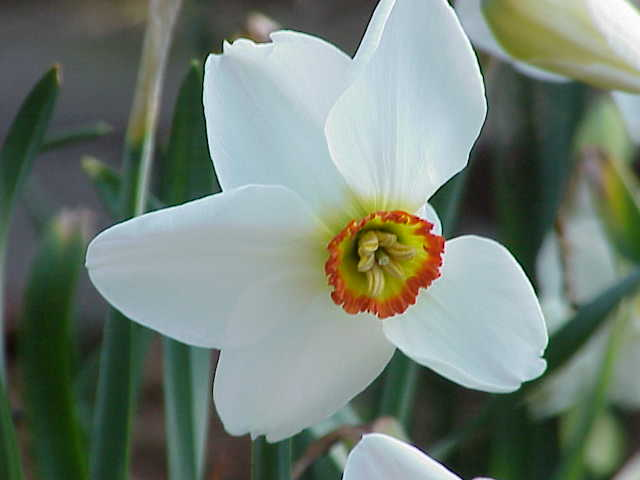
Narzissensorte 'Actaea', sie zählt zur Klasse 9

Alle in dieser Klasse geführten Sorten stammen von der Dichter-Narzisse (N. poeticus) ab, weswegen sie auch als Poeticus-Hybriden bezeichnet werden. Der Stiel trägt jeweils nur eine Blüte mit einem weißen Perigon. Die Nebenkrone ist sehr klein und farbig. Narzissen dieser Klasse haben eine späte Blühzeit.
Die Standortanforderungen entsprechen denen der Klasse 1. Dichternarzissen sind besonders gut für das Verwildern in Rasenflächen geeignet.

### Klasse 10: Wildarten
In dieser Klasse werden alle Wildarten und die in der Natur vorkommenden Arthybriden geführt. Bei der Kultur im Garten müssen die Bedingungen der Naturstandorte beachtet werden. Einige der Arten sind in Mitteleuropa nur im Gewächshaus kultivierbar.

### Klasse 11: Geschlitztkronige Narzissen
Narzissen dieser Klasse haben in der Regel Einzelblüten, deren Nebenkrone über mehr als die halbe Höhe gespalten ist. Sorten dieser Klasse werden gelegentlich auch als Split-Coronas bezeichnet, da bei ihnen die ursprüngliche, bei den anderen Narzissen miteinander verwachsenen Blütenblätter der Paracorolla zu erkennen sind. Häufig liegen die gewellten Segmente der Nebenkrone sogar auf den Hauptkronblättern auf. Narzissen dieser Klasse haben eine sehr frühe bis mittlere Blüte.
Die Standortanforderungen entsprechen denen der Narzissen der Klasse 1. Ein Winterschutz ist nicht notwendig.

### Klasse 12: Sonstige Narzissen
In diese Klasse werden alle die Hybriden gestellt, die keiner der anderen Klassen zugeordnet werden können. Diese Klasse beinhaltet nur sehr wenige Sorten mit uneinheitlicher Blütenform und Blühzeit. Auch ihre Standortanforderungen und Winterhärte ist sortenabhängig.